# Mr. Mugwump Takes Home the Washing
Mr. Mugwump Takes Home the Washing è un cortometraggio muto del 1910 diretto da Frank Wilson.

## Trama
Mugwump si mette a fare il bucato mescolando tutti i colori e sua moglie, allora, ficca pure lui dentro la vasca.

## Produzione
Il film fu prodotto dalla Hepworth.

## Distribuzione
Distribuito dalla Hepworth, il film - un cortometraggio di 121,92 metri - uscì nelle sale cinematografiche britanniche nell'agosto 1910.
Si conoscono pochi dati del film che, prodotto dalla Hepworth, fu distrutto nel 1924 dallo stesso produttore, Cecil M. Hepworth. Fallito, in gravissime difficoltà finanziarie, il produttore pensò in questo modo di poter almeno recuperare il nitrato d'argento della pellicola.